# Ашиковци
Ашиковци су насељено место у саставу града Плетернице, у западној Славонији, Република Хрватска.

## Историја
До нове територијалне организације налазили су се у саставу бивше велике општине Славонска Пожега.

## Становништво
По попису из 2011. године Ашиковци су имали 91 становника.
| Националност       | 1991.       | 1981.        | 1971.        |
| Хрвати             | 81 (92,04%) | 109 (77,30%) | 146 (97,33%) |
| Срби               | 4 (4,54%)   | 3 (2,12%)    | 2 (1,33%)    |
| Југословени        | 0           | 0            | 1 (0,66%)    |
| остали и непознато | 3 (3,40%)   | 29 (20,56%)  | 1 (0,66%)    |
| Укупно             | 88          | 141          | 150          |